# Copa Chile de Básquetbol 2016
La Copa Chile 2016 fue la sexta edición de la Copa Chile de Básquetbol y se disputó con el formato de cuadrangular en el Centro de Entrenamiento Olímpico (CEO) de Ñuñoa, los días 11, 12 y 13 de septiembre de 2016, y los participantes para esta edición fueron los 2 mejores equipos de la Liga SAESA 2016 y los 2 mejores de la Libcentro 2016.
El campeón, Los Leones de Quilpué, clasificó a la Liga de las Américas 2017.

## Clasificación
| Equipo                                       | Vía de clasificación       | Cita  |
| Club Deportivo Colegio Los Leones de Quilpué | Campeón Libcentro 2016     | [ 2 ] |
| Club Deportivo Universidad de Concepción     | Subcampeón Libcentro 2016  | [ 2 ] |
| CD Valdivia                                  | Campeón Liga SAESA 2016    | [ 2 ] |
| CEB Puerto Montt                             | Subcampeón Liga SAESA 2016 | [ 2 ] |

## Resultados
|  | Primer partido |                       |    |  |
|  |                |                       |    |  |
|  | 1C             | Los Leones de Quilpué | 89 |  |
|  | 1C             | Los Leones de Quilpué | 89 |  |
|  | 1S             | Puerto Montt          | 77 |  |
|  | 1S             | Puerto Montt          | 77 |  |

|  | Primer partido |                  |    |  |
|  |                |                  |    |  |
|  | 1S             | CD Valdivia      | 80 |  |
|  | 1S             | CD Valdivia      | 80 |  |
|  | 2C             | U. de Concepción | 87 |  |
|  | 2C             | U. de Concepción | 87 |  |

|  | Segundo partido |                  |    |  |
|  |                 |                  |    |  |
|  | 2S              | Puerto Montt     | 67 |  |
|  | 2S              | Puerto Montt     | 67 |  |
|  | 2C              | U. de Concepción | 80 |  |
|  | 2C              | U. de Concepción | 80 |  |

|  | Segundo partido |                       |    |  |
|  |                 |                       |    |  |
|  | 1C              | Los Leones de Quilpué | 85 |  |
|  | 1C              | Los Leones de Quilpué | 85 |  |
|  | 1S              | CD Valdivia           | 92 |  |
|  | 1S              | CD Valdivia           | 92 |  |

|  | Tercer partido |              |    |  |
|  |                |              |    |  |
|  | 1S             | CD Valdivia  | 89 |  |
|  | 1S             | CD Valdivia  | 89 |  |
|  | 2S             | Puerto Montt | 73 |  |
|  | 2S             | Puerto Montt | 73 |  |

|  | Tercer partido |                       |    |  |
|  |                |                       |    |  |
|  | 2C             | U. De Concepción      | 86 |  |
|  | 2C             | U. De Concepción      | 86 |  |
|  | 1C             | Los Leones de Quilpué | 98 |  |
|  | 1C             | Los Leones de Quilpué | 98 |  |

|    | Equipos                   | PTS | PJ | PG | PP | PF  | PC  | DIF |
| -- | ------------------------- | --- | -- | -- | -- | --- | --- | --- |
| 1. | Colegio Los Leones        | 5   | 3  | 2  | 1  | 272 | 255 | +17 |
| 2. | Universidad de Concepción | 5   | 3  | 2  | 1  | 253 | 233 | +20 |
| 3. | CD Valdivia               | 5   | 3  | 2  | 1  | 261 | 245 | +16 |
| 4. | CEB Puerto Montt          | 3   | 3  | 0  | 3  | 217 | 258 | -41 |

## Campeón
|                                           |
| Colegio Los Leones de Quilpué 1.er título |